# Bandar Buat
Bandar Buat is een bestuurslaag in het regentschap Padang van de provincie West-Sumatra, Indonesië. Bandar Buat telt 14.236 inwoners (volkstelling 2010).